# Charles Möeller
Charles Möeller (Santos, 30 de abril de 1967) é um ator, diretor, cenógrafo, autor e figurinista brasileiro, atuante no teatro e na televisão. Ao lado de Claudio Botelho, forma a Möeller & Botelho, produtora responsável pelo renascimento do teatro musical no Rio de Janeiro, desde meados de 1990 e que mantém-se ativa até os dias atuais. Em 2021, dirigirá o clássico da Broadway "West Side Story", obra de Leonard Bernstein e Stephen Sondheim que contará com Beto Sargentelli e Giulia Nadruz nos papéis protagonistas.

## Biografia
Foi no SESC de Santos que, aos 13 anos, fez seu primeiro curso de teatro, e participou de uma montagem amadora de "Morte e Vida Severina", de Chico Buarque e João Cabral de Melo Neto, interpretando o Anjo da Morte.
Em 1985, iniciou sua carreira de ator no teatro profissional na peça "O Noviço", com direção de Neyde Veneziano, interpretando o papel-título, Carlos.
Aos 16 anos, passou para a faculdade de Arquitetura, a qual cursou por um ano. Completou sua formação no Conservatório de Artes e Música (na Faculdade do Carmo, na Ponta da Praia), onde fez licenciatura de artes cênicas e artes musicais.
Apaixonado desde muito cedo por teatro, Charles começou, aos 14 anos, a viajar para São Paulo para assistir espetáculos. Em uma dessas idas à capital paulista, assistiu a uma trilogia do diretor e criador do CPT – Centro de Pesquisa Teatral, Antunes Filho: "Romeu e Julieta", "Nelson 2 Rodrigues" e "Macunaíma". Ali decidiu para sempre o que queria ser e fazer na vida.  "A gente não escolhe ser ator. É algo que você é ou você não é. Eu não consigo ter outra imagem na minha cabeça, durante minha infância, que não seja querer fazer teatro, querer pertencer a este mundo", disse ele em uma entrevista.
Aos 18 anos, mudou-se de vez para São Paulo, onde participou, por três anos, do CPT – Centro de Pesquisa Teatral, fundado pelo diretor Antunes Filho. Neste período, passou a fazer assistência de cenografia para J.C. Serroni, com quem trabalhou em espetáculos como "Xica da Silva" (direção de Antunes Filho/1988), "Jogo de Cintura" (texto e interpretação de Jandira Martini e Marcos Caruso, com direção de José Renato/1988) e "Paraíso Zona Norte" (junção de 'A Falecida' e 'Os Sete Gatinhos', de Nelson Rodrigues, com adaptação e direção de Antunes Filho/1989).
Da cenografia, ele chegou aos figurinos. Em 1989, trabalhou com Gabriel Vilella em “O Concílio do Amor”, montagem do grupo Boi Voador. Por seu trabalho com os figurinos deste espetáculo, Charles ganhou os prêmios Mambembe, Shell, Apetesp e Associação Paulista de Críticos de Arte (APCA). O espetáculo foi apresentado de 16 de novembro de 1989 a 23 de dezembro de 1990, no Centro Cultural São Paulo, e contava, no elenco, com Mônica Salmaso, Jairo Mattos, Cacá Amaral e João Fonseca, entre outros.
Em 1990, Charles foi convidado para estrear na TV, interpretando o personagem Jota na novela ‘Mico Preto’, de Marcílio Moraes, Leonor Bassères e Euclydes Marinho; e direção de Dennis Carvalho e Denise Saraceni. Seu personagem era filho de Arnaldo, interpretado por Miguel Falabella.
Em 1991, mudou-se para o Rio de Janeiro, onde assinou a cenografia e o figurino de "O Alienista", de Machado de Assis e direção de Almir Telles; "Dorotéia", de Nelson Rodrigues e direção de Carlos Augusto Strazzer; e "Hello Gershwin", musical de George Gershwin com direção de Marco Nanini, quando trabalhou pela primeira vez com Claudio Botelho. No mesmo ano, atuou em ‘A História de Ana Raio e Zé Trovão’, na TV Manchete. A novela, de Marcos Caruso e Rita Buzzar, tinha direção geral de Jayme Monjardim. Charles interpretava Werner.
Em 1995, ele participou da novela ‘A Idade da Loba’, de Alcione Araújo e Regina Braga, e direção geral de Jayme Monjardim. Na trama, uma produção da TV Plus / Band, ele interpretava Tadeu.
Em 1996/1997, Charles integrou o elenco de um dos maiores sucessos da TV Manchete, a novela ‘Xica da Silva’, escrita por Walcyr Carrasco (sob o pseudônimo de Adamo Angel) e dirigida por Walter Avancini. Xica da Silva trouxe de volta à Rede Manchete o terceiro lugar no ranking da televisão, fazendo com que a emissora recobrasse seu prestígio depois de anos de crise. A novela consagrou talentos como Taís Araújo, Drica Moraes, Giovanna Antonelli, Guilherme Piva e Murilo Rosa, entre outros. Charles interpretava Santiago, filho do Sargento-Mor Cabral (Carlos Alberto) e irmão de Violante (Drica Moraes), Luiz Felipe (Fernando Eiras) e Xavier (Matheus Petinatti).
Trabalhou como ator em espetáculos como "Colombo" (direção: Marcus Alvisi), "Lago 22" (direção: Jorge Takla), "A Gaivota" (direção: Jorge Takla), "Masther Harold e os Meninos" (direção: Antonio Mercado) e "Outra Vez" (direção: Sérgio Vitti).
Participou do grupo Os Fodidos Privilegiados, onde trabalhou com os diretores Antônio Abujamra e João Fonseca em "Exorbitâncias, uma Farândula Teatral" (ator, figurino e cenografia); "O Casamento" (figurino e cenografia), pelo qual recebeu o Prêmio Shell pelo figurino; "Auto da Compadecida" (figurino e cenografia); e "Os Libertinos: Tróilo e Créssida" e "Os Libertinos: Timon de Atenas" (cenografia).
Sob a direção de Ana Kfouri, fez a cenografia e o figurino de "Volúpia" e "Gula", ambos com roteiro da diretora.
Assinou também os cenários e figurinos dos espetáculos "De Rosto Colado", de Irving Berlin e direção de Marco Nanini; "O Médico e o Monstro", de Robert Louis Stevenson; "O Jovem Torless", de Robert Musil; "Os Fantástikos", musical de Schmidt & Jones; "Futuro do Pretérito", de Regiana Antonini; "Na Bagunça do Teu Coração", de João Máximo e Luiz Fernando Vianna, com direção de Bibi Ferreira; "Amor de Poeta", de Tiago Santiago, direção de André Mauro; e "Candide", opereta de Leonard Bernstein, com direção de Jorge Takla.
Em 2002, Charles fez a adaptação de "A Diabólica Moll Flanders", de Daniel Defoe. Para este espetáculo, protagonizado por Ary Fontoura, assinou também a direção e o cenário.
Charles também criou cenários e figurinos para óperas do Theatro Municipal do Rio de Janeiro e de São Paulo, entre elas "Cavalleria Rusticana", "La Bohème", "La Traviatta" e "Madama Butterfly".
Na TV Globo, Charles participou também de episódios dos programas Você Decide e A Vida como ela é.
Como diretor, Charles participou das minisséries da TV Globo ‘Dalva e Herivelto: Uma Canção de Amor’, de 2010, onde assinou a direção dos números musicais; e ‘Chiquinha Gonzaga’, de 1999, onde fez assistência de direção e a concepção artística no Theatro Municipal.
Em 2015, Charles assina o texto e a direção do sitcom 'Acredita na Peruca', protagonizado por Luiz Fernando Guimarães, e exibido em maio, pelo canal Multishow.

## Trabalhos na TV

### Ator de TV

#### Telenovelas
1996 - Xica da Silva (TV Manchete) - Santiago
1995 - A Idade da Loba (TV Plus / Band) - Tadeu
1991 - A História de Ana Raio e Zé Trovão (TV Manchete) - Werner
1990 - Mico Preto (TV Globo) - Jota

#### Seriados
1998 - Você Decide - episódio O Intruso (TV Globo)
1997 - Você Decide - episódio Vida Dupla (TV Globo)
1996 - A Vida como Ela é... (TV Globo)
1992 - Você Decide - episódio O Carrasco Nazista (TV Globo)

### Diretor de TV

#### Minisséries / Seriados
2015 - Acredita na Peruca (Multishow) - Texto e direção
2010 - Dalva e Herivelto: Uma Canção de Amor (TV Globo) – Direção dos números musicais
1999 - Chiquinha Gonzaga (TV Globo) – Assistência de direção / Concepção artística no Theatro Municipal

### Autor de TV
Minisséries / Seriados
2015 - Acredita na Peruca (Multishow) - Texto e direção

## Trabalhos no Teatro

### Ator de Teatro
1996 - A Gaivota - direção: Jorge Takla
1995 - Exorbitâncias, uma Farândula Teatral - direção: Antônio Abujamra
1994 - Lago 22 - direção: Jorge Takla
1992 - Colombo - direção: Marcus Alvisi
1990 - Masther Harold e os Meninos - direção: Antonio Mercado
1989 - Outra Vez - direção: Sérgio Viotti e Dorival Carper
1985 - O Noviço - direção: Neyde Veneziano
1980 - Morte e Vida Severina (montagem amadora no SESC de Santos)

### Direção Teatral
2024 - Sonhos, Lama e Rock and Roll (musical especial ao Rock in Rio X) 
2020/2021 - West Side Story - protagonizado por Beto Sargentelli e Giulia Ndruz.  
2020/2021 - Jovem Frankenstein
2019 - O Despertar da Primavera
2018/2019 - Pippin - protagonizado por João Felipe Saldanha e Totia Meireles.
2017 - A Noviça Rebelde - protagonizado por Malu Rodrigues.
2016 - Rocky Horror Show
2016 - O Que Terá Acontecido à Baby Jane
2015 - Versão Brasileira - Möeller & Botelho - 25 Anos de Musicais
2015 - Kiss, me Kate - O Beijo da Megera
2015 - Nine - Um Musical Felliniano
2014 - Os Saltimbancos Trapalhões - O Musical
2014 - Todos os Musicais de Chico Buarque em 90 Minutos
2013 - Como Vencer na Vida sem Fazer Força
2012 - Milton Nascimento - Nada Será Como Antes - O Musical
2012 - O Mágico de Oz
2011 - Judy Garland - O Fim do Arco-Íris
2011 - Um Violinista no Telhado
2011 - As Bruxas de Eastwick
2010 - Hair
2010 - Gypsy
2010 - Versão Brasileira
2009 - O Despertar da Primavera
2009 - Avenida Q
2008 - A Noviça Rebelde
2008 - Beatles num Céu de Diamantes
2008 - Gloriosa - A Vida de Florence Foster
2007 - Sete - O Musical
2007 - Sassaricando - E o Rio Inventou a Marchinha
2006 - Ópera do Malandro em Concerto
2006 - Sweet Charity
2006- 24ª Encenação da Fundação da Vila de São Vicente
2005 - Lado a Lado com Sondheim
2005 - 23ª Encenação da Fundação da Vila de São Vicente
2004 - Tudo é Jazz
2004 - Lupicínio e Outros Amores
2004 - Cristal Bacharach
2003 - Ópera do Malandro
2003 - Magdalena
2002 - Suburbano Coração
2002 - O Fantasma do Theatro
2002 - A Diabólica Moll Flanders
2001 - Um Dia de Sol em Shangrilá
2000 - Company
2000 - Cole Porter - Ele Nunca Disse que Me Amava
1998 - O Abre Alas
1997 - As Malvadas

### Autor/Adaptador
2014 - Os Saltimbancos Trapalhões - O Musical (Adaptação)
2012 - Milton Nascimento - Nada Será Como Antes - O Musical
2008 - Beatles num Céu de Diamantes
2007 - Sete - O Musical
2004 - Cristal Bacharach
2002 - A Diabólica Moll Flanders - adaptação baseada em livro de Daniel Defoe
2001 - Um Dia de Sol em Shangrilá
2000 - Cole Porter - Ele Nunca Disse que Me Amava
1997 - As Malvadas

### Cenógrafo/Figurinista
2016 - Rocky Horror Show - figurino
2008 - Beatles num Céu de Diamantes - figurino e cenografia
2007 - Sassaricando - E o Rio Inventou a Marchinha - cenografia
2006 - Ópera do Malandro em Concerto - figurino e cenografia
2003 - Magdalena - figurino e cenografia
2002 - O Fantasma do Theatro - figurino e cenografia
2002 - Suburbano Coração - figurino e cenografia
2002 - A Diabólica Moll Flanders - cenografia
2001 - Os Libertinos: Tróilo e Créssida - cenografia
2001 - Os Libertinos: Timon de Atenas - cenografia
2000 - Candide - figurino e cenografia
1999 - Gula - figurino e cenografia
1998 - Amor de Poeta - figurino e cenografia
1998 - Auto da Compadecida - figurino
1997 - Volúpia - figurino e cenografia
1997 - O Casamento - figurino e cenografia * Prêmio Shell de figurino
1997 - Na Bagunça do Teu Coração - figurino e cenografia
1996 - Os Fantástikos - figurino e cenografia
1996 - Futuro do Pretérito - figurino e cenografia
1995 - O Jovem Torless - figurino
1995 - Exorbitâncias, uma Farândula Teatral - figurino e cenografia
1994 - O Médico e o Monstro - figurino e cenografia
1993 - De Rosto Colado - figurino e cenografia
1991 - O Alienista - figurino e cenografia
1991 - Hello Gershwin - cenografia
1991 - Dorotéia - figurino e cenografia
1989 - O Concílio do Amor - figurino * Prêmios Mambembe, Shell, Apetesp e Associação Paulista de Críticos de Artes (APCA)
1989 - Paraíso Zona Norte - assistente de cenografia de J.C. Serroni
1988 - Jogo de Cintura - assistente de cenografia de J.C. Serroni
1988 - Xica da Silva - assistente de cenografia de J.C. Seroai

### Coreógrafo
2014 - Os Saltimbancos Trapalhões - O Musical

## Trabalhos na Ópera
Candide - Opereta cômica em dois atos - figurino e cenografia (2000 / 2002)
Cavalleria Rusticana - figurino e cenografia
La Bohème - figurino e cenografia
La Traviatta - figurino e cenografia
Madame Butterfly - figurino e cenografia

## Prêmios
2010
Prêmio Qualidade Brasil de Melhor Diretor Teatral Musical para Charles Möeller e Claudio Botelho por Gypsy
2009
Prêmio Qualidade Brasil de Melhor Direção Teatral Musical: Charles Möeller & Claudio Botelho por O Despertar da Primavera
Prêmio da Associação Paulista de Críticos de Arte (APCA) – GRANDE PRÊMIO DA CRÍTICA para Charles Möeller e Claudio Botelho pela contribuição ao Teatro Musical Brasileiro
2008
Prêmio Shell pela direção de 7 – O Musical
Prêmio APTR de Teatro de Melhor Autor por 7 – O Musical
Prêmio Shell para Charles Möeller e Claudio Botelho na Categorial Especial, pela expressiva contribuição ao gênero musical no cenário carioca
1997
Prêmio Shell de figurino por O Casamento
Prêmio Sharp de melhor espetáculo por As Malvadas
1989
Prêmios Mambembe, Shell, Apetesp e Associação Paulista de Críticos de Artes (APCA) por cenário e figurinos em O Concílio do Amor